# Syndroom van Budd-Chiari
Het syndroom van Budd-Chiari of hepaticoveno-occlusieve ziekte is een zeldzame leveraandoening, die wordt veroorzaakt door occlusie van een van de levervenen (venae hepaticae). Deze occlusie is in 75% van de gevallen het gevolg van trombose. Het overige kwart wordt veroorzaakt door compressie van de leverader van buitenaf, bijvoorbeeld door een tumor. De incidentie van de aandoening is 1 op 100.000.

## Naamsverklaring
De Engelse internist George Budd (1808-1882) beschreef het syndroom voor het eerst in 1845. De in Oostenrijk geboren Duitse patholoog Hans Chiari (1851-1916) gaf een verdere beschrijving van het klinische syndroom.

## Symptomen
Het syndroom presenteert zich door een snel verergerende buikpijn, hepatomegalie (leververgroting), ascites (vochtvorming in de buik) en uiteindelijk symptomen van hepatisch dysfunctioneren (verhoogde leverenzymen, encefalopathie). Als de occlusie van de leverader langzaam ontstaat, hoeft dit niet gepaard te gaan met pijn. Patiënten zijn vaak bekend met trombose.
Het gebruik van medicijnen bij beenmergtransplantatie kan leiden tot een veno-occlusieve ziekte die lijkt op het syndroom van Budd-Chiari, maar deze aandoening wordt niet tot het syndroom gerekend.

## Diagnose
Als de diagnose syndroom van Budd-Chiari wordt vermoed, worden de leverenzymwaarden (ALAT, ASAT) en andere bloedparameters (creatinine, ureum, elektrolyten, LDH) bepaald. Er wordt een echo gemaakt van het abdomen, alhoewel vaak ook invasieve methodes noodzakelijk zijn (zoals retrograde angiografie). Soms moet een leverbiopt worden genomen om het syndroom van Budd-Chiari te kunnen onderscheiden van andere oorzaken van hepatomegalie en ascites.

## Oorzaken
In driekwart van de gevallen is trombose verantwoordelijk voor de aandoening, in de overige 25% wordt de leverader van buitenaf dichtgedrukt. Veel patiënten (10-40%) krijgen het syndroom van Budd-Chiari als complicatie van polycythaemia vera (een myeloproliferatieve aandoening van de rode bloedcellen). Patiënten met paroxismale nachtelijke hemoglobinurie (PNH) lijken een groot risico te lopen op het syndroom van Budd-Chiari, meer dan andere vormen van trombofilie; 40% van hen krijgt de aandoening. Ook andere oorzaken van trombose, zoals zwangerschap, tumoren, chronische ontstekingen en bloedstollingsstoornissen kunnen leiden tot het syndroom van Budd-Chiari.

## Behandeling
Behandeling van de aandoening bestaat uit het opheffen van de belemmering van de levervaten, wat meestal inhoudt dat medicatie met een antitrombotische werking wordt gegeven.